# Andreas Byskov Sarbo
Andreas Byskov Sarbo (født 14. maj 2001 i København, død 1. juni 2019 på Aarhus Universitetshospital) var en dansk cykelrytter og gymnasieelev. Han var en del af det danske U19-landshold i landevejs- og banecykling, samt en del af cykelholdet Team NPV-Carl Ras Roskilde Junior.

## Opvækst
Han blev født i København af forældrene Stine Byskov og Mikkel Irminger Sarbo. Han afsluttede i maj 2017 9. klasse på Munkegårdsskolen i Dyssegård, og begyndte i august 2017 på den 4-årige Team Danmark-linje hos Falkonergårdens Gymnasium og HF-kursus på Frederiksberg.

## Cykling
Andreas Byskov Sarbo blev i 2014 medlem af Dansk Bicycle Club, hvor han begyndte på banen i børneklassen. Året efter begyndte han som som 13-årig at dyrke cykelsport på landevej i klub hos Lyngby Cycle Club. Kort tid efter blev han i Horsens dansk U15-mester i enkeltstart, blot tre sekunder foran nummer to. Derefter kom der hurtigt flere sejre på landevej, han blev udtaget til banelandsholdet, og vandt DM i holdløb på bane.
Ved europæisk ungdoms-OL i juli 2017 repræsenterede han Danmark i enkeltstart og linjeløb. I enkeltstart blev det til en 17. plads ud af 97 startende ryttere. Holdkammerat William Blume Levy vandt guld. Derefter kom der flere sejre i danske såvel som udenlandske løb, med blandt andet i et etapeløb i Ardennerne, og en sejr i et endagsløb i Belgien. I slutningen af 2017 skiftede han til talentholdet Team Børkop Cykler-Carl Ras, Roskilde Junior.
Ved VM i landevejscykling 2018 var han sammen med Dennis Ritter og Chris Anker Sørensen kommentator på TV 2 Sports transmission under juniorherrenes enkeltstart og linjeløb.
12. maj 2019 vandt han 4. etape i et af verdens vigtigste U19-etapeløb, Course de la Paix Juniors i Tjekkiet, kendt som Fredsløbet. Det var hans hidtidige største sejr i et internationalt landevejsløb.

### Død
Godt 14 dage efter sejren i Tjekkiet stillede han til start i det danske etapeløb Tour de Himmelfart i Odder. Under løbets 3. etape som var en enkeltstart den 31. maj 2019 om formiddagen, blev Andreas Byskov Sarbo efter 1,5 kilometers kørsel påkørt af en 27-årig kvindelig bilist, da hun kørte forbi afspærringerne og i den forkerte retning i cirka en kilometer på et til lejligheden ensrettet stykke. Ud for Ballevej nummer 140 kørte hun frontalt ind i Byskov Sarbo. Andreas Byskov fik store kvæstelser, og blev kørt med ambulance til Aarhus Universitetshospital i Skejby. Dagen efter, 1. juni, døde han på grund af de store skader fra ulykken. Han blev 18 år gammel. Den kvindelige bilist fik ved Retten i Aarhus en bøde på 1.500 kr., til trods for at anklageren havde krævet mindst to måneders betinget fængsel for uagtsomt manddrab og manglende agtpågivenhed.
12. juni blev Andreas Byskov Sarbo bisat fra Grundtvigs Kirke på Bispebjerg, hvor over 600 mennesker var mødt op. Efterfølgende blev urnen nedsat på Bispebjerg Kirkegård, og udsmykket med en gravsten udformet som et cykelhjul med en diameter på 55 centimeter, udført af Schannong Stenhuggeri. I slutningen af juni 2021 kørte Andreas Byskov Sarbos klassekammerater og nyudklækkede studenter fra 4.U. på Falkonergårdens Gymnasium forbi kirkegården med studentervognen, og lagde en studenterhue på graven.

## Mindeløb
Efter Andreas Byskov Sarbos død blev der indstiftet en vandrepokal, der hvert år skal overrækkes til vinderen af Andreas Byskov Sarbos Mindeløb, som køres i Ballerup Super Arena. Løbet blev første gang kørt 7. oktober 2019 som et scratchløb, med Frederik Egehus som vinder. 14. november 2020 blev det afviklet som et pointløb med Andreas Kron som vinder. Samtidig blev der oprettet Andreas Byskov Sarbos Mindefond - Ride for Andreas.
| Andreas Byskov Sarbos Mindeløb |           |                       |                     |                         |
| År                             | Disciplin | Vinder                | Andenplads          | Tredjeplads             |
| 2019                           | Scratch   | Frederik Egehus       | Ludvig Anton Wacker | William Blume Levy      |
| 2020                           | Pointløb  | Andreas Kron          | Frederik Wandahl    | Rasmus Bøgh Wallin      |
| 2021                           | Pointløb  | Marckus Njor          | Conrad Haugsted     | Tobias Levring          |
| 2022                           | Pointløb  | Gustav Wang           | Julius Johansen     | Phillip Mathiesen       |
| 2023                           | Pointløb  | Oskar Winkler         | Marius Hobolth      | William Lowth           |
| 2024                           | Pointløb  | Tobias Aagaard Hansen | Conrad Haugsted     | Karsten Larsen Feldmann |